# Réserve nationale de faune des îles de la Paix

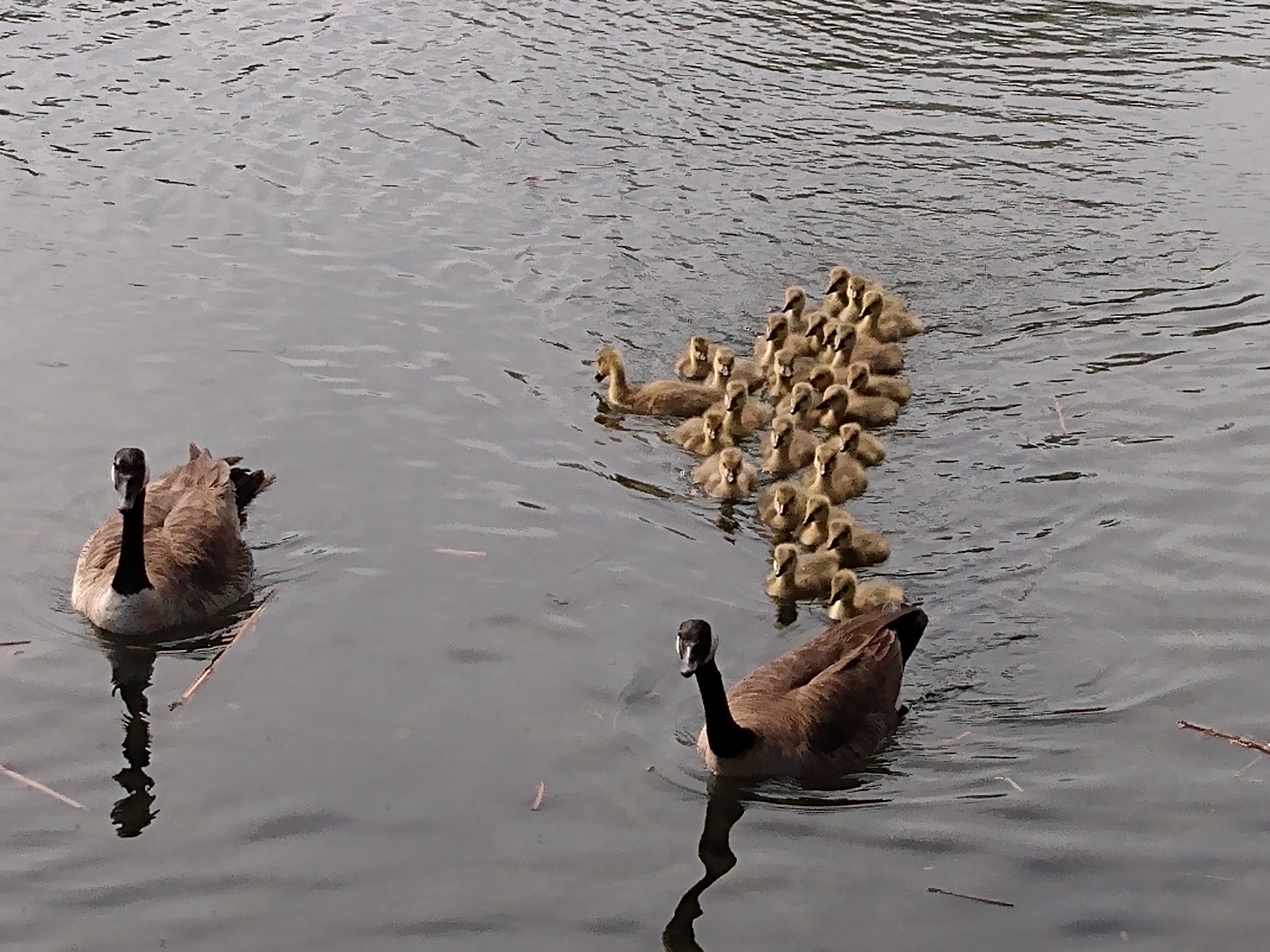
Famille de Bernaches (outardes) aux îles de la Paix

La réserve nationale de faune des îles de la Paix est l'une des huit réserves nationales de faune du Canada présentes au Québec. Située au sud du lac Saint-Louis, elle a pour but de protéger des milieux humides constituant des aires de reproduction importantes pour la sauvagine et une halte recherchée par les oiseaux migrateurs. Cette dernière a été reconnue au sein de la zone importante pour la conservation des oiseaux (ZICO) du Lac Saint-Louis et Réserve nationale de faune des Îles-de-la-Paix

## Refuge d'oiseaux des îles de la Paix

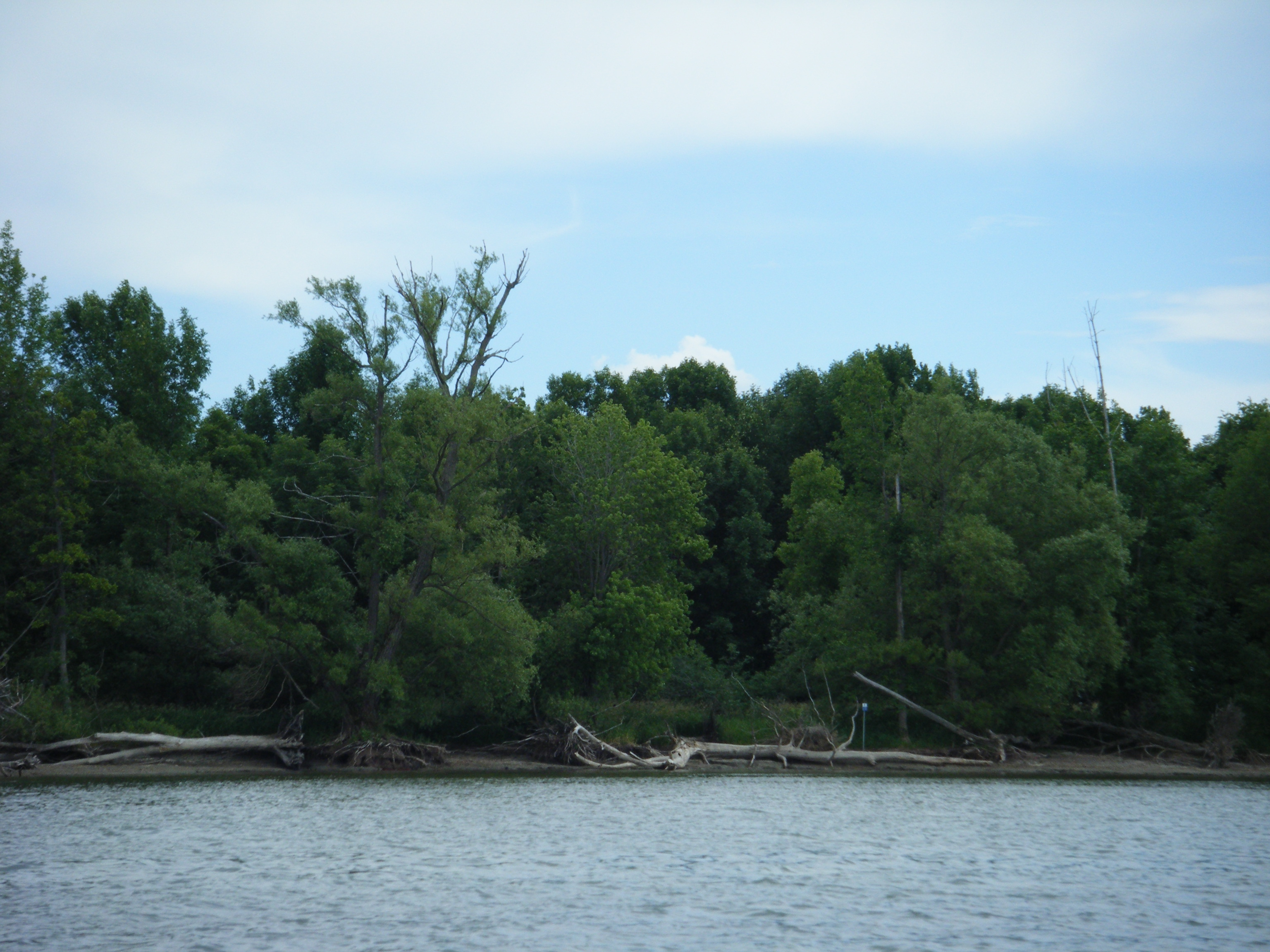
Les îles de la Paix vue du lac Saint-Louis.

En plus de la réserve nationale de faune, le service canadien de la faune a désigné le territoire autour des îles refuge d'oiseaux migrateurs. Cette aire protégée de 7,55 km2 (qui chevauche la RNF en totalité) a pour but de protéger une aire de migrations et de nidification de nombreuses espèces de canards. Elle a été créée en 1972.